# Anatomické směry

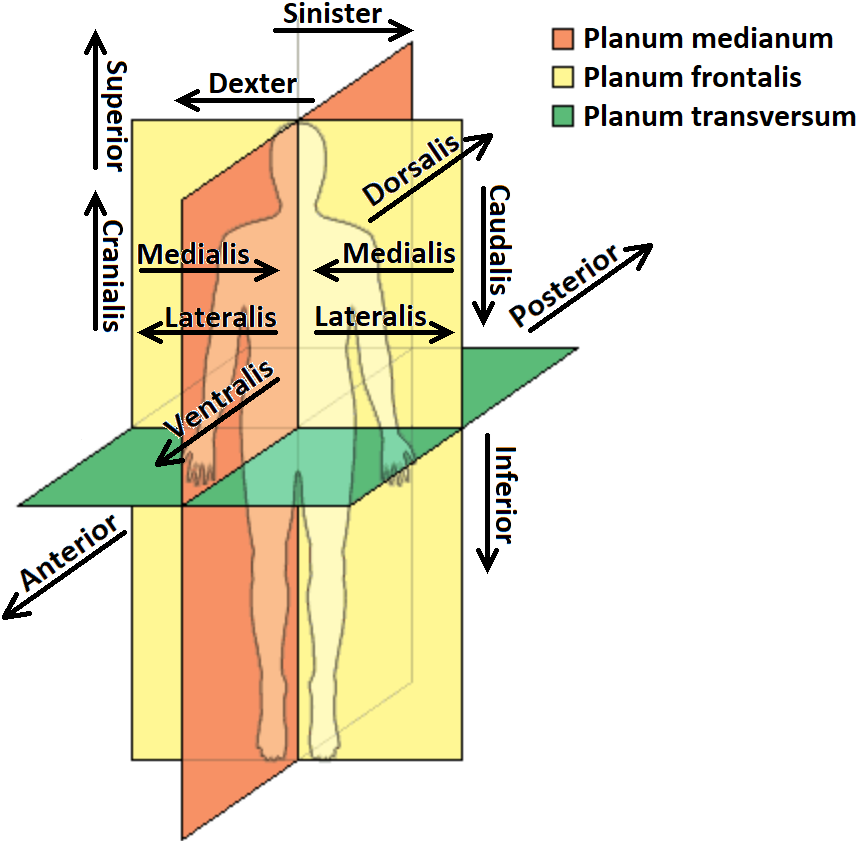
Anatomické směry a roviny na trupu člověka v základní anatomické poloze. Převzato z.

Anatomické směry se používají pro přesnou orientaci na tělech živočichů a rostlin a mají mezinárodní vědeckou platnost. Názvy vycházejí především z latinského jazyka.

## Směry na lidském těle

### Směry na trupu

#### Směry kolmé na transverzální rovinu
- superior = horní, nahoře (proti směru gravitace)
- inferior = dolní, dole (ve směru gravitace)
- cranialis = nahoru směrem k hlavě
- caudalis = dolů směrem od hlavy (směrem k ocasu – latinsky cauda = ocas)

Pojmy superior a cranialis jsou u člověka stejně jako pojmy inferior a caudalis synonymní. Obecně však synonymní nejsou: např. u čtyřnohých zvířat superior splývá s pojmem dorsalis a inferior s pojmem ventralis.

#### Směry kolmé na frontální rovinu
- anterior = přední, vpředu
- posterior = zadní, vzadu
- ventralis = přední, směrem k břišní straně
- dorsalis = zadní, směrem k hřbetu (k zádům)

Pojmy anterior a posterior jsou chápány ve smyslu pohybu organismu. U člověka tedy anterior splývá s ventralis a posterior s dorsalis, obecně však synonymní nejsou (např. u ryb jsou tyto směry na sebe kolmé).

#### Směry kolmé na mediánní rovinu
- medialis = vnitřní, směrem do středu, blíže mediánní rovině
- lateralis = vnější, směrem od středu, dále od mediánní roviny
- dexter = pravý
- sinister = levý

### Směry na končetinách

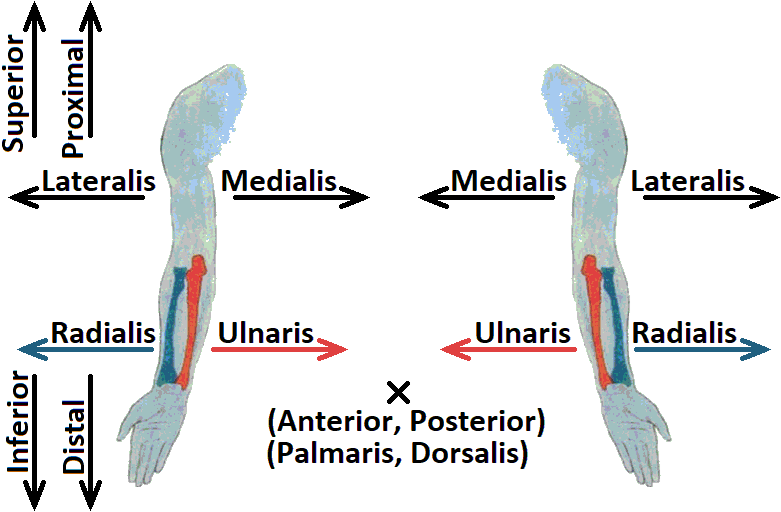
Anatomické směry na horních končetinách člověka. Převzato z.

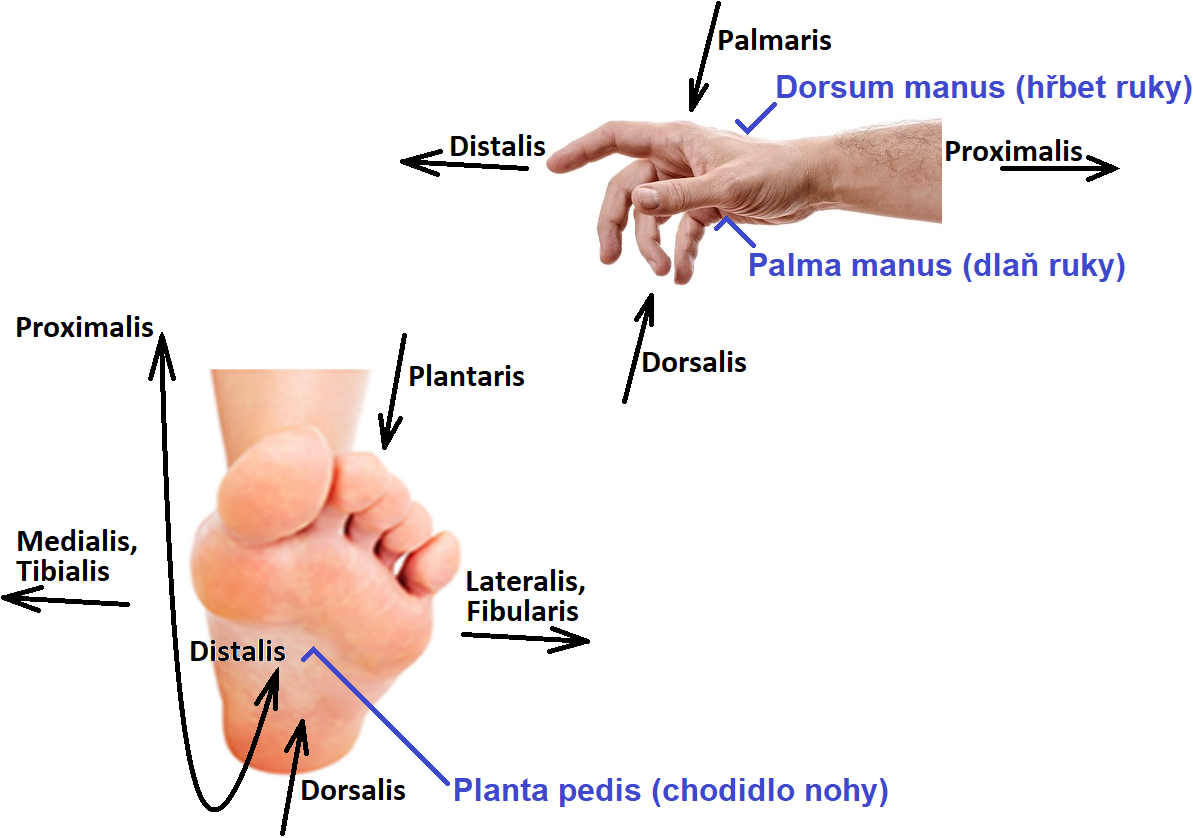
Anatomické směry na horní a dolní končetině člověka. Převzato z.

#### Směry kolmé na transverzální rovinu
- superior = horní, nahoře
- inferior = dolní, dole
- proximalis = blíže k napojení končetiny na trup, směrem k trupu
- distalis = dále od napojení končetiny na trup, směrem od trupu

#### Směry kolmé na frontální rovinu
- anterior = přední, vpředu
- posterior = zadní, vzadu

#### Směry kolmé na mediánní rovinu
- medialis = vnitřní, směrem do středu, blíže mediánní rovině
- lateralis = vnější, směrem od středu, dále od mediánní roviny
- ulnaris = vnitřní, na malíkové straně horní končetiny (bližší ulně)
- radialis = vnější, na palcové straně horní končetiny (bližší radiu)
- tibialis = vnitřní, na palcové straně dolní končetiny (bližší k tibii)
- fibularis = vnější, na malíkové straně dolní končetiny (bližší k fibule)

Pojmy medialis a lateralis se užívají na paži nebo stehnu. Na předloktí a ruce se místo nich užívají ulnaris a radialis. Na bérci a noze se místo nich užívají tibialis a fibularis.

#### Další směry na končetinách
- palmaris = směrem k dlani, dlaňový
- plantaris = chodidlový, směrem k plosce nohy
- dorsalis = směrem k hřbetu ruky i nohy, hřbetní

### Směry u zubů

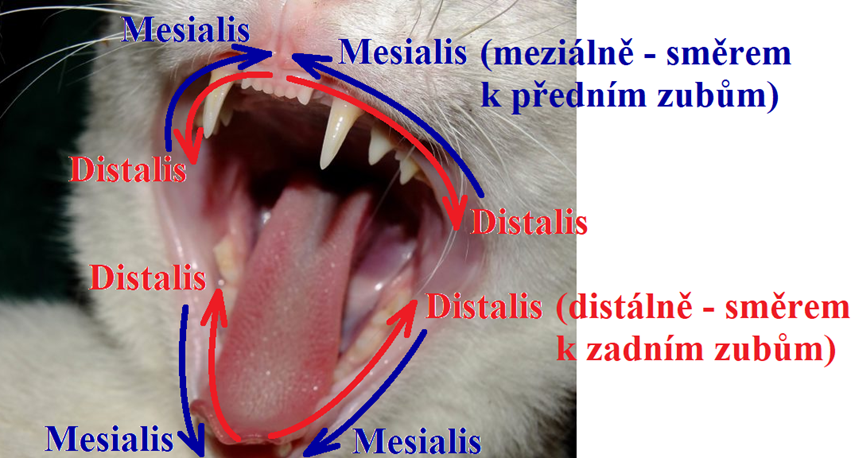
Anatomické směry týkající se zubů (platné pro člověka i zvířata). Převzato z.

- lingualis = směrem k jazyku, dovnitř dutiny ústní
- buccalis = ke tvářím, ke rtům, směrem ven (u zadních zubů)
- labialis = ke tvářím, ke rtům, směrem ven (u předních zubů)
- mesialis = směrem do středu zubního oblouku
- distalis = směrem ke koncům zubního oblouku

### Další směry
- internus = vnitřní
- externus = vnější, zevní
- superficialis = povrchový, na povrchu
- profundus = hluboký, v hloubce
- basalis = ležící na spodině
- ascendens = vzestupný
- descendens = sestupný
- apicalis = vrcholový, směrem k hrotu (např. na nosu, srdci, prstu, zubu, …)
- oralis = směrem k ústům (při popisu trávicí soustavy)
- aboralis = směrem od úst (při popisu trávicí soustavy)
- aj.

#### Směry v mozku
Z hlediska anatomických směrů je důležité vědět, že v mozku jsou všechny směry posunuty o 90° ventrálním směrem, tj. dopředu. Je to dáno vývojem CNS, kdy se mozkový váček ohýbá vůči nervové trubici dopředu dolů. Tudíž pro vyjádření směru "dopředu" se zavádí termín "rostrální směr" (rostrum – prvoústa, dáno embryologickým zakládáním CNS).

## Směry na těle zvířat
Rozdíly jsou vysvětleny v předchozím textu a také v následujících obrázcích.

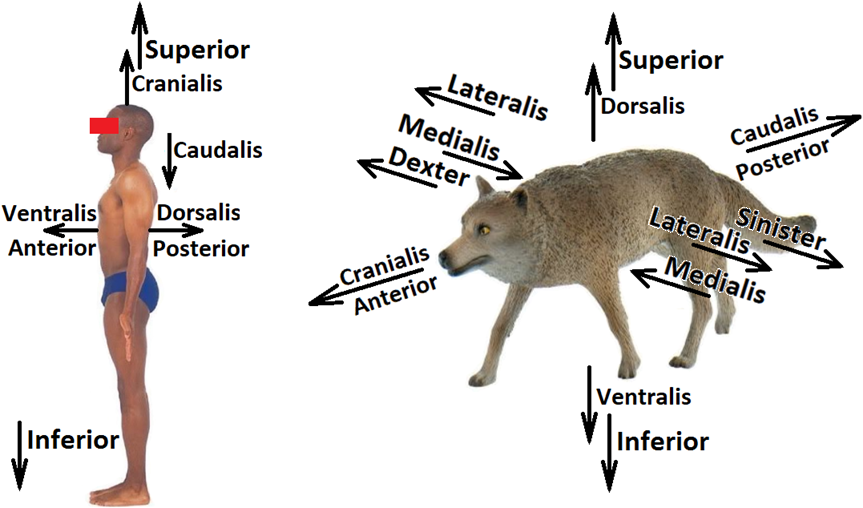
Základní anatomická pozice člověka a zvířete a příklad rozdílů při popisu anatomických směrů u člověka a zvířat. Převzato z[2].
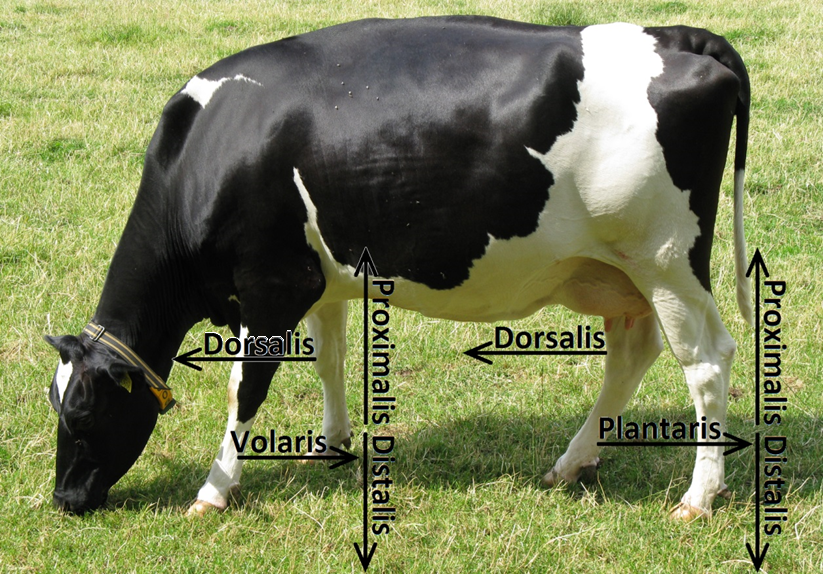
Anatomické směry u končetin zvířat (vysvětleno na příkladu Tura domácího - Bos primigenius f. taurus). Převzato z[2].

## Směry na těle rostlin

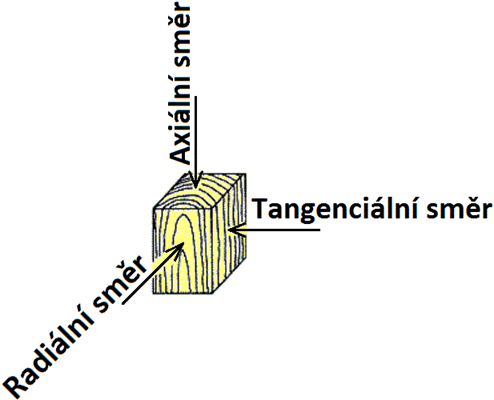
Základní anatomické směry ve stonku (v tomto případě ve dřevě). Převzato z.

Základní anatomické směry na těle rostlin definuje následující obrázek.